# Hélène Martin

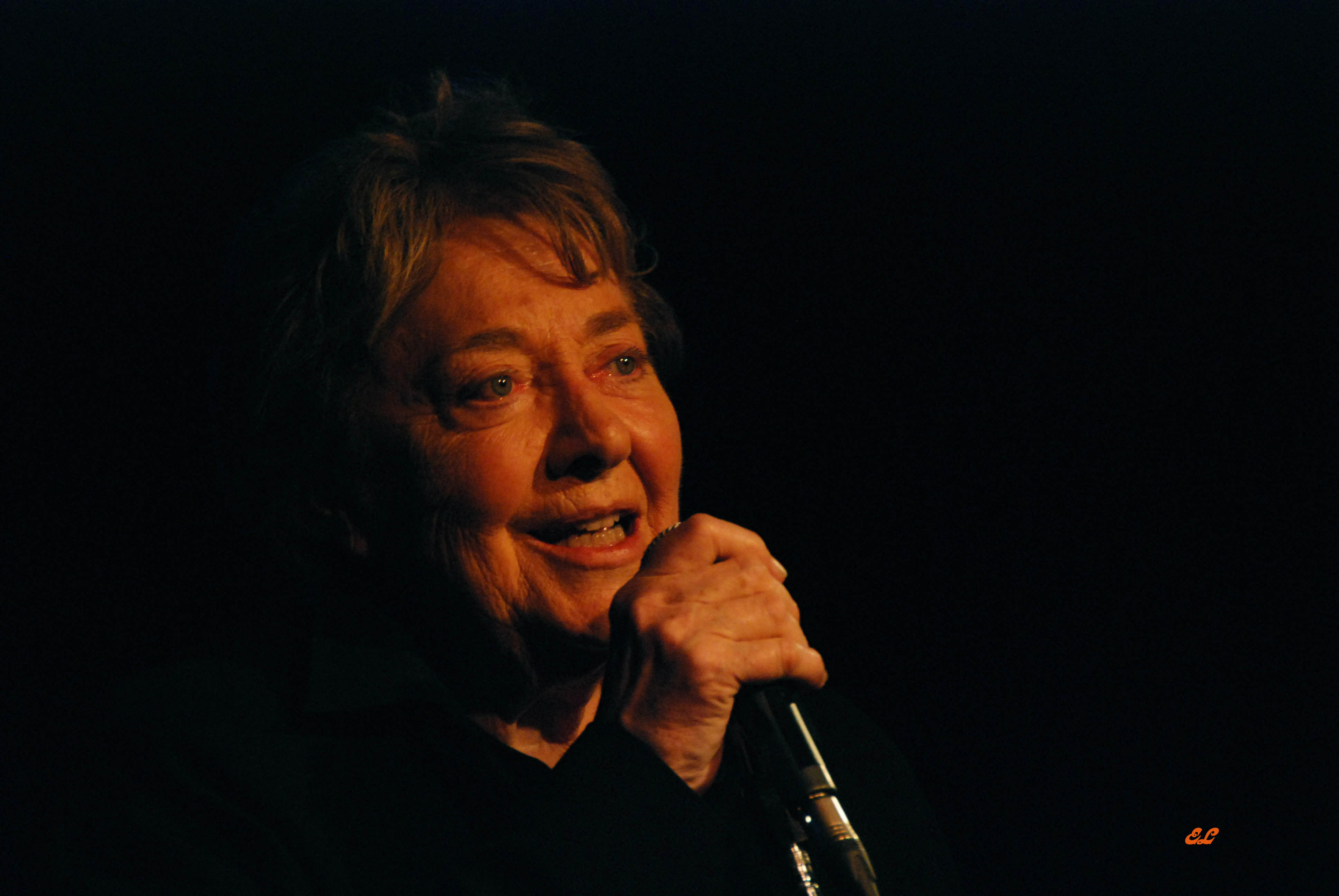
Hélène Martin, 2008

Hélène Martin (* 10. Dezember 1928 in Paris; † 21. Februar 2021 in Cordemais) war eine französische Chansonnière.

## Leben und Werk
Hélène Martin entstammte dem gebildeten Pariser Bürgertum. Ihr Vater war Wissenschaftler für Historische Geographie. Ihren eigenen Worten zufolge verließ sie mit 19 Jahren das Elternhaus mit dem festen Entschluss, sich dem Gesang zuzuwenden. Sie begann, die Verse von Dichtern wie Louis Aragon, René Char, Jean Genet, Arthur Rimbaud, Jules Supervielle und Paul Fort in Liedform zu fassen. Zur Begleitung der Gitarre sang sie diese Lieder mit ihrer Altstimme.
1956 debütierte sie mit ihrem Gesang im Nachtleben des Pariser Rive Gauche, in Musikkneipen wie dem von Michel Vallet geführten La Colombe, in dem auch Guy Béart, Anne Sylvestre, Pierre Perret, Jean Ferrat und Maurice Fanon auftraten, und später im Milord l’Arsouille, einer damaligen musikalischen Heimstätte von Serge Gainsbourg und Catherine Sauvage. Mit ihren Auftritten verkörperte sie das literarische Chanson, eine vorherrschende Musikgattung im Frankreich jener Jahre. Ihre Texte waren oft provokant, manchmal anzüglich, wie diese Verse von Jean Genet:

« L’étiquette-au-cul – l’étiquette-au-cul, poétique-politique – ta vie prétendue – ta vie prétendue, soit pudique, soit lubrique – ta vie prétendue, sera mise à nu! – L’étiquette-au-cul »

„Am Arsch das feine Leben – Am Arsch das feine Leben, poetisch und politisch – dein vorgetäuschtes Streben – dein vorgetäuschtes Streben, ob schamhaft oder schlüpfrig – dein vorgetäuschtes Streben, nackt entblößt soeben – Am Arsch das feine Leben“

1960 erschien ihre erste Schallplatte, Récital N°1, für die sie im folgenden Jahr den Grand Prix der Akademie Charles Cros, einer Vereinigung von Musikkritikern, erhielt. „Ich lebe im Grenzland zwischen den Worten und der Musik“, charakterisiert sie ihre Kunst, „jedoch dort, wo die Musik, die ihren eigenen Platz hat, dem Wort und der Liebe zum Wort den Vortritt lässt.“ 1962 erregte sie Aufsehen durch ihre Liedfassung des Gedichts Le condamné à mort (Der zum Tode Verurteilte) von Jean Genet. Es behandelt die tatsächliche Geschichte eines jungen Mannes, der 1939 durch die Guillotine enthauptet wurde – verurteilt wegen eines Mordes an einer jungen Frau, begangen aus Eifersucht. In dem Gedicht wird die homosexuelle Liebe zwischen Gefangenen und die Faszination für den beau voyou, den schönen Gauner, thematisiert.
1966 trat sie, auf Anregung und Förderung von Jean Vilar, auf der Theaterbühne in Erscheinung: Auf dem 20. Festival von Avignon führte sie das Stück Terres mutilées (verletzte Erde) auf, mit dem sie Texte von René Char in Szene setzte.
Ihre Texte aus der Feder von Dichtern der politischen Linken hatten oft einen kämpferischen politischen Inhalt. Sie sang unter anderem für die kommunistische Partei, ohne ihr jedoch beizutreten. Sie stellte sich in ihren Liedern auf die Seite der Schwarzen, der Revoltierenden, der Palästinenser, beispielsweise in dem Lied Quatre heures à Chatila 1983 nach dem Massaker von Schatila.
1984 setzte sie als Regisseurin Le condamné à mort als poetische Oper auf der Bühne des Théâtre Romain-Rolland in Villejuif in Szene. Einen Auszug aus Le condamné à mort übernahm Étienne Daho 1996 unter dem Titel Sur mon cou in sein Répertoire.
1991 erschien ihre Langspielplatte Par amour, 1997 Lucienne Desnoues – Mes amis, mes amours, 2000 La douceur du bagne und 2006 Va savoir. Auch im Alter trat Martin regelmäßig auf der Konzertbühne auf. Ab September 2009 erschien ihr Gesamtwerk aus mehr als 50 Jahren nach und nach auf 13 CDs in der Sammlung Voyage en Hélénie (Reise nach Helenien).

## Ehrungen
- 1961, 1973 und 1980: Grand Prix der Akademie Charles Cros
- 1986: Ordre des Arts et des Lettres